# LTV1
LTV1 è il primo canale televisivo della Latvijas Televīzija (LTV).
Nonostante alcuni programmi siano trasmessi in HD, una transizione completa all'alta definizione è prevista tra il 2021 e il 2022.
Su LTV1 vengono trasmessi sia l'Eurovision Song Contest che il Supernova.